# František Janeček (konstruktér)
František Janeček (23. ledna 1878 Klášter nad Dědinou – 4. června 1941 Praha) byl český konstruktér, vynálezce, průmyslník, zakladatel motocyklové firmy JAWA.

## Životopis
Narodil se 23. ledna 1878 v Klášteře nad Dědinou, kde byl jeho otec Josef rolníkem a také obecním a okresním starostou. Jeho matkou byla Františka rozená Ješková. Měl tři sourozence, sestru Emilii a dva bratry. Do dvoutřídky obecné školy chodil v Klášteře a konfesijní pětitřídné školy v Opočně. Školní rok 1891/92 byl v tzv. předpravě ve třetí třídě měšťanské školy v Broumově. Do roku 1896 studoval vyšší státní průmyslovou školu v Praze na Betlémském náměstí. V letech 1896 a 1897 studoval elektrotechniku na Vysoké škole technické v Berlíně-Charlottenburgu.
Po krátkém působení u firmy Schuckert a spol. v Norimberku byl v roce 1898 přijat jako konstruktér do Kolbenových továren firmy Schuckert a spol. v Praze-Vysočanech. Do společnosti nastoupil spolu se svými spolužáky Viktorem Machytkou, Arnoldem Králem a Vepřkem, kteří se později stali řediteli Kolbenových závodů a jeho přítel Vítězslav Kumpera, se kterým závodil na kole, se stal majitelem Waltrovky. Od roku 1901 byl pověřen dohledem nad výstavbou továrny na dynamoelektrické stroje v nizozemském Maarssenu a tentýž rok si přihlásil svůj první patent. V Nizozemí ve volném čase navštěvoval šest semestrů na Vysoké škole polytechnické v Delftu.
Stejně jako většina Nizozemců jezdil na pracoviště na kole. Jednoho dne ho ale srazilo auto. Řidič odvezl potlučeného Janečka do domu svého zaměstnavatele. Limuzína patřila starostovi Maarsenu a zámožnému šlechtici. Zde se seznámil s jeho dcerou Johannou Carolinou Strick van Linschotenovou narozenou 4. února 1877, která se 5. července 1901 stala jeho ženou. Po smrti Johanniných rodičů dostala nejen věno, ale i velké dědictví.
V českých zemích byl mimo jiné i přísežným tlumočníkem nizozemštiny.

## Život v Čechách
V roce 1904 se vrátil zpět do Čech a stal se ve svých 28 letech v Kolbence šéfem všech továrních dílen. Ve Vysočanech postavil první Martinskou pec a tím uvedl do chodu slévárnu ocele, zkonstruoval generátory o výkonu 1900 koní, které v pražské elektrárně byly v provozu 30 let. V roce 1906 z Kolbenky odešel. Přestal dělat i přísežného tlumočníka nizozemského jazyka. Zakoupil velkostatek Hradsko u Mšena, kde si najal honitbu a stal se vášnivým nimrodem. Během pobytu v Hradsku započal výzkumné práce v aviatice. Sestavil postupně řadu modelů letadel i kluzáků, které zkoušel v Kokořínském dole. Dne 7. prosince 1906 v hotelu Vykysal v Mělníku byl přijat za člena výboru pro stavbu silnice Kokořínským údolím. V letech 1911, 1913, 1915 byl místopředsedou výboru pro stavbu silnice Kokořínským údolím. V roce 1907 se přihlásil k pobytu do secesního domu v Praze na Tylově náměstí č.p. 1648. Koupil motocykl značky FN a během dvou let navštívil Německo, Belgii a Anglii, aby se seznámil s tamní tovární výrobou. Při návratech do Prahy nechal v několika menších mechanických dílnách vyrábět díly pro budoucí výrobu. V roce 1912 si zařídil vlastní dílnu a pokusnou laboratoř na Riegrově náměstí (dnes Masarykově) proti Mánesu a zaměstnal až 12 dělníků. V létě přesouval laboratoř do hájovny v Kokořínském údolí. V roce 1921 v Mnichově Hradišti, Havlíčkova 546, vstoupil jako společník do firmy Kohoutek a spol., výroba nástrojů a kovového zboží. Začalo se zde také se zbrojní výrobou, vrhači ručních granátů, i ruční granáty vzoru 21 Janeček, které se plnily v závodě Zámcích u Prahy (rokle u Vltavy, tento areál po válce využíval Ústav fyziky plazmatu ČSAV). Janeček odkoupil Kohoutkův vklad a stal se tak jediným majitelem.V roce 1922 koupil bývalý zájezdní hostinec v Praze na Zelené lišce a přenesl sem sídlo své firmy s názvem JaWa-Janeček-Wanderer, Praha-Nusle. V roce 1923 zakoupil bývalou filiálku známé pyrotechnické továrny Dynamit Nobel v Zámcích u Prahy a založil zde firmu Pyrotechnická a muniční továrna Ing. F. Janeček, sro. Podílníkem byli jeho syn Ing. František Karel Janeček a kapitán Jaroslav Velinský.

## Janečkova zbrojovka za 2. světové války
Za protektorátu se nacházela podél dnešní ulice Budějovická a vyráběla pro Wehrmacht a Luftwaffe pumy, nosiče pum a jejich příslušenství, motory ale i další drobné součástky. Pracovalo se zde i na vývoji střelných zbraní a motocyklů. Továrnu vedl František Janeček až do své smrti, poté vedení převzal technický ředitel Jawy a vývojář v oblasti nových automobilů a motocyklů JUDr. Jaroslav Frei (* 16. listopadu 1904 Praha – 16. ledna 1981). Podle jeho poválečné výpovědi byla výroba v továrně často záměrně sabotována.
František Janeček je pravděpodobně tvůrcem konceptu motocyklu Jawa 50 Pionýr, který se začal vyrábět až po jeho smrti na jeho počest.

## Soukromí
Jeho ženou byla Johanna Carolina Strick van Linschoten. Dne 29. února 1904 se jim narodil první syn František Karel. Od 25. března 1904 bydlel František a Johanna Carolina v Praze na Vysočanech ve vile Flajšnerka (Libeň, Na Jetelce 2, č.p.69). Při stavbě estakády byly v roce 1965 hospodářské budovy strženy a z anglického parku s plastikami je dnes veřejný park. Dne 26. února 1921 se s Johannou Carolinou rozvedl. Ta se v roce 1925 provdala za zvěrolékaře a statkáře Josefa Víta z České Skalice. Rozvedený František se dne 1. června 1921 v Rakovníku oženil s Miladou Alžbětou Fabiánovou narozenou 28. srpna 1894 v Brozanech, s kterou se seznámil při svém pobytu na Kokořínsku, kde pobývala na zámku svého bratra Jana Fabiana ve Velkém Újezdě, který zdědil po Václavu Fabiánovi. Po svatbě bydleli v Mutějovicích u bratra Josefa Janečka. Dne 15. února 1924 se Milada přihlásila k trvalému pobytu v Praze na Šafránku (Libeň, Na Jetelce 2, č.p.69) a František měl za místo trvalého pobytu Mnichovo Hradiště, kde zakoupil továrnu. V roce 1929 se jim narodila dcera Dagmar, která se stala lékařkou a v roce 1931 se narodil syn Marcel, později konstruktér.

## Sourozenci
Starší bratr Josef, který se narodil v roce 1875 nejprve převzal po otci hospodářství. Na počátku první světové války s Františkem Stejskalem založili společnost Mutějovické kamenouhelné doly Union. Těžili uhlí v Mutějovicích u Rakovníka až do roku 1923. Po roce 1925 začal pracovat ve Lhoticích u Českých Budějovic, kde těžil antracit. Mladší bratr Rudolf se narodil v roce 1881 pracoval jeko elektrotechnický inženýr. Společně se svým společníkem Řezníčkem v Praze-Nuslích založili firmu RUJA na elektrické bojlery.